# Казачья Локня
Казачья Локня — село в Суджанском районе Курской области. Административный центр Казачелокнянского сельсовета.

## География
Село находится на реке Суджа и её притоке Локня, в 7,5 км от российско-украинской границы, в 85 км к юго-западу от Курска, в 5,5 км к северу от районного центра — города Суджа.
Улицы
В селе улицы: Батюковка, Богдановка, Новосёловка, Панимановка, Харитоновка.
Климат
Казачья Локня, как и весь район, расположена в поясе умеренно континентального климата с тёплым летом и относительно тёплой зимой (Dfb в классификации Кёппена).
| Показатель                                                                     | Янв. | Фев. | Март | Апр. | Май  | Июнь | Июль | Авг. | Сен. | Окт. | Нояб. | Дек. | Год  |
| ------------------------------------------------------------------------------ | ---- | ---- | ---- | ---- | ---- | ---- | ---- | ---- | ---- | ---- | ----- | ---- | ---- |
| Средний суточный максимум, °C                                                  | −3,5 | −2,3 | 3,8  | 13,5 | 19,8 | 23,1 | 25,5 | 25   | 18,6 | 11   | 3,9   | −0,6 | 11,5 |
| Средняя температура, °C                                                        | −5,6 | −4,9 | 0    | 8,7  | 15,1 | 18,8 | 21,2 | 20,4 | 14,4 | 7,7  | 1,7   | −2,6 | 7,9  |
| Средний суточный минимум, °C                                                   | −8   | −8,2 | −4,1 | 3,2  | 9,5  | 13,4 | 16,1 | 15,2 | 10,1 | 4,3  | −0,6  | −4,8 | 3,8  |
| Норма осадков, мм                                                              | 50   | 43   | 48   | 49   | 62   | 68   | 73   | 51   | 55   | 55   | 46    | 48   | 648  |
| Источник: Погода по месяцам c ru.climate-data.org(дата обращения: Август 2021) |      |      |      |      |      |      |      |      |      |      |       |      |      |

Часовой пояс
Село Казачья Локня, как и вся Курская область, находится в часовой зоне МСК (московское время). Смещение применяемого времени относительно UTC составляет +3:00.

## Население
| 2002 | 2010 |
| ---- | ---- |
| 678  | ↘605 |

## Инфраструктура
Личное подсобное хозяйство. В селе 321 дом.

## Транспорт
Казачья Локня находится на автодороге регионального значения 38К-024 (Льгов — Суджа) и в 1 км от автодороги межмуниципального значения 38Н-454 (38К-024 — Кубаткин), в 5,5 км от ближайшей ж/д станции Суджа (линия Льгов I — Подкосылев). Остановка общественного транспорта.
В 115 км от аэропорта имени В. Г. Шухова (недалеко от Белгорода).

## Достопримечательности
- Церковь великомученика Димитрия Солунского (1880)[9]